# Der Buchspazierer (Film)
Der Buchspazierer ist ein deutscher Spielfilm aus dem Jahr 2024 von Regisseur und Kameramann Ngo The Chau mit Christoph Maria Herbst und Yuna Bennett in den Hauptrollen. Das Drehbuch von Andi Rogenhagen basiert auf dem 2020 veröffentlichten gleichnamigen Roman von Carsten Sebastian Henn.

## Handlung
Der 70-jährige Carl Kollhoff arbeitet in einer Buchhandlung in einer kleinen Stadt, wo er Bücher verpackt und in der Stadt zu Fuß an Stammkunden ausliefert. Diese bedenkt er mit literarischen Namen wie Frau Langstrumpf, Effi Briest und Mister Darcy und wählt mit viel Bedacht Bücher für sie aus, die gut zu ihnen passen. Kollhoff lebt eher für sich, Kontakte zu anderen Menschen meidet er. Eines Tages schließt sich ihm die neunjährige Schascha bei seinen Auslieferungstouren an. Carl ist davon zunächst überhaupt nicht begeistert, lässt sie aber gewähren.
Das Mädchen nennt ihn den „Buchspazierer“ und gewinnt bald auch die Herzen von Carls Stammkunden. Außerdem gelingt es ihr allmählich, Carl aus seiner isolierten Welt herauszuholen. Die Liebe zu Büchern hat Schascha von ihrer kürzlich verstorbenen Mutter, die wie Carl immer erst die Finger aneinander gerieben hat, bevor sie ein Buch aufschlug, um dann daran zu riechen.
Nachdem Carls Buchhandlung von der Kette Orange Books übernommen wird, wo kaum noch Bücher und stattdessen zahlreiche orange Merchandising-Artikel zu finden sind, werden seine Dienste nicht mehr benötigt. Außerdem versucht Schaschas Vater, seiner Tochter den Umgang mit ihm zu verbieten. Er leidet ebenso wie seine Tochter unter dem Verlust seiner Frau. Carl zieht sich ganz in seine Wohnung zurück. Schascha kann sich ihm nicht mehr nähern.
Nachdem Carl all seine Bücher verkauft hat, liegt die lange verschlossene Tür seiner Wohnung frei, hinter der sich das ehemalige Krankenzimmer seiner verstorbenen Frau befindet. Er ist wieder in der Lage, es zu betreten. Ebenso kommt Schaschas Vater dahin, seine Trauer um seine Frau zuzulassen und seiner Tochter einzugestehen. Carl und Schascha verhelfen zum Ende des Films mehreren von Carls Stammkunden aus den Sackgassen ihres Lebens, ein glücklicheres Leben für alle wird erkennbar, indem sie einander weiterhelfen. Schascha erkennt, dass sie „Buchschreiberin“ werden möchte. Die Schlussszene zeigt sie als Erwachsene ihr Buch 'Der Buchspazierer' lesend. Die Protagonisten des Films, darunter der nochmals gealterte Carl, befinden sich unter den Zuhörern.

## Produktion und Hintergrund

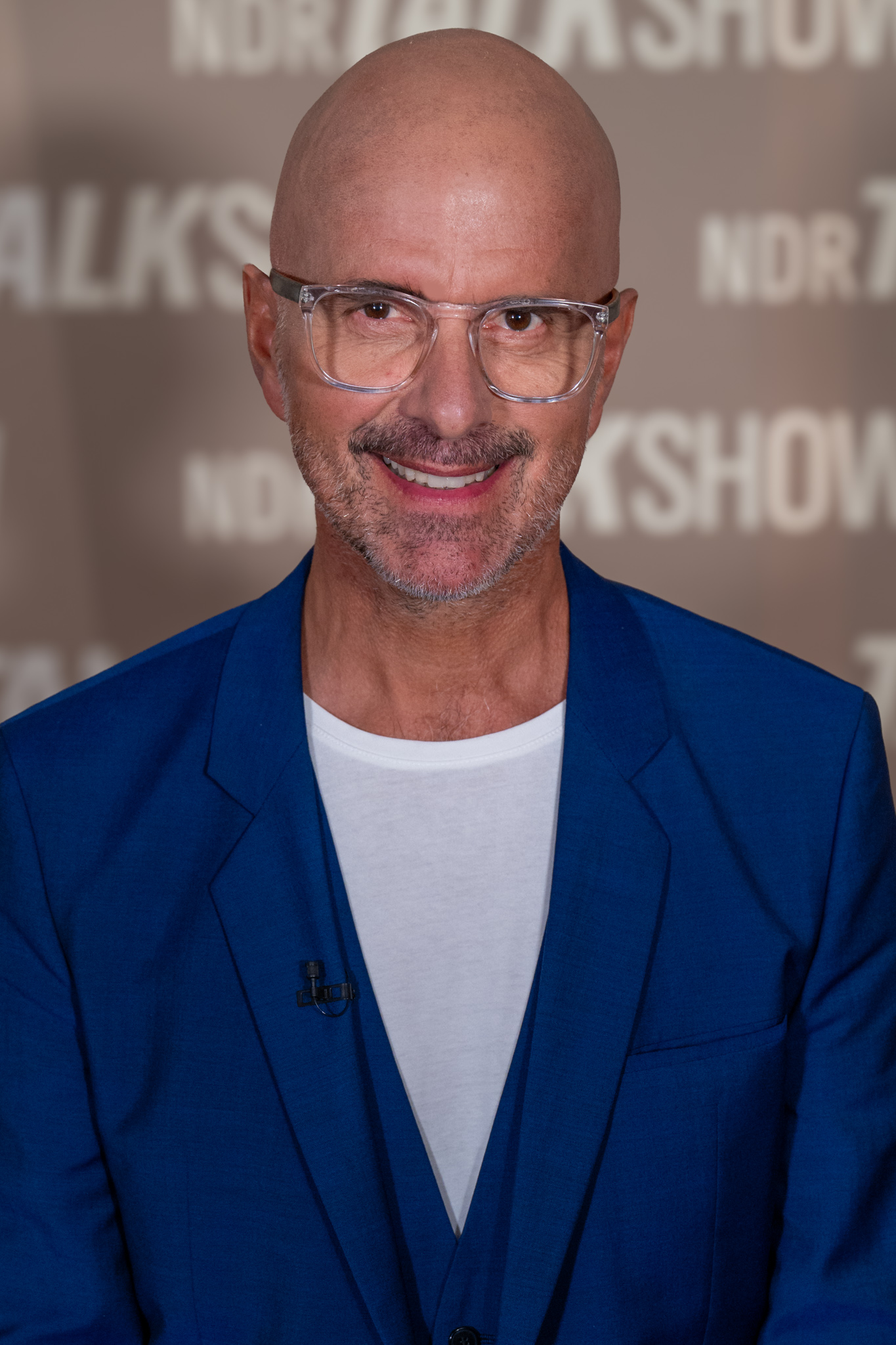
Hauptdarsteller Christoph Maria Herbst

Die Dreharbeiten fanden vom 13. Juni bis zum 28. Juli 2023 in Hamburg und Nordrhein-Westfalen statt. Drehort war unter anderem Velbert-Langenberg. Außerdem wurde in Kornelimünster und Stolberg (Rheinland) gedreht.
Produziert wurde der Film von der Wüste Film in Koproduktion mit Wüste Film West, Gretchenfilm, Studiocanal und Degeto Film. Als Produzenten fungierten Daniel Hartmann und Björn Vosgerau, Executive Producer waren Stefan Schubert und Hejo Emons und Koproduzenten Levin Hübner, Sandrine Mattes, Kalle Friz, Christoph Pellander und Annegret Weitkämper-Krug.
Unterstützt wurde die Produktion vom Deutschen Filmförderfonds, der Filmförderungsanstalt, der Film- und Medienstiftung NRW und der MOIN Filmförderung Hamburg Schleswig-Holstein.
Die Kamera führte Regisseur Ngo The Chau, die Musik schrieben Marvin Miller und Sebastian Fillenberg, die Montage verantwortete Felix Schekauski und das Casting Iris Baumüller und Patrick Dreikauss. Den Ton gestaltete Joern Martens, das Kostümbild Minsun Kim und Marita Hoffjann, das Szenenbild Gabriella Ausonio und das Maskenbild Mirjam Himmelsberger und Iris Müther. Als Green Consultant fungierte Mareike Pielot.

## Veröffentlichung
Premiere war am 30. September 2024 in der Lichtburg in Essen. Am 1. und 3. Oktober 2024 ist der Film auf dem Filmfest Hamburg gezeigt worden.
Der deutsche Kinostart erfolgte am 10. Oktober 2024.

## Rezeption
Britta Schmeis vergab auf epd-film.de vier von fünf Sternen. Ngo The Chau inszeniere das Buch von Carsten Henn als fantastisches Märchen. Das rühre am Ende zu Tränen und entlasse das Publikum beseelt, glücklich, beschwingt. Christoph Maria Herbst und Yuna Bennett harmonierten grandios. Der Buchspazierer sei ein zauberhafter Film, herzerwärmend und unglaublich kitschig, aber auf eigene Weise authentisch.
mucke-und-mehr.de bezeichnete den Film als „charmantes, warmherziges Wohlfühlkino“, das mit einem stark spielenden Christoph Maria Herbst und der wundervoll agierenden Nachwuchsschauspielerin Yuna Bennett bestens besetzt sei.
Gaby Sikorski bewertete den Film auf filmstarts.de mit 3,5 von 5 Sternen. Es dauere ein wenig, bis er in die Gänge kommt, aber dann sei es ein Film für die ganze Familie mit Humor, Herz und Gefühl, aber glücklicherweise nahezu kitschfrei.
Dani Maurer meinte auf outnow.ch, dass die Buchverfilmung das Gefühl des Romans eindrucksvoll einfange und mit bezaubernden Bildern wiedergebe.
Thomas Schultze sah auf the-spot-mediafilm.com Ähnlichkeiten zum norwegischen Spielfilm Weihnachten in der Schustergasse, sowohl hinsichtlich Ausstattung als auch hinsichtlich der Prämisse aus wortkargem Einzelgänger und kleinem Mädchen, das dessen Leben auf den Kopf stellt.
Der Buchspazierer war mit ca. 679.000 Besuchern die siebterfolgreichste deutsche Filmproduktion des Jahres 2024. Christoph Maria Herbst erhielt unter anderem für seine Darstellung des Carl Kollhoff den Bayerischen Filmpreis 2024.

## Auszeichnungen und Nominierungen
Bayerischer Filmpreis 2024
- Auszeichnung in der Kategorie Bester Darsteller (Christoph Maria Herbst)[16][17]